# Nyampande
Nyampande är ett vattendrag i Burundi.   Det ligger i provinsen Makamba, i den södra delen av landet, 110 km sydost om huvudstaden Bujumbura.
Omgivningarna runt Nyampande är en mosaik av jordbruksmark och naturlig växtlighet. Runt Nyampande är det ganska tätbefolkat, med 179 invånare per kvadratkilometer.